# Piz Linard
De Piz Linard (3410 m) is de hoogste top van het Silvrettamassief en ligt geheel op Zwitsers grondgebied in het kanton Graubünden. De berg is niet vergletsjerd en er lopen een aantal routes door de brokkelige flanken en over de graten. De eenvoudigste route loopt door de zuidwand (zie foto) door de Weilenmannrinne. Vanuit het dorp Lavin en de Piz Linard-hut, of ook Chamanno Linard, is de berg in één dag te beklimmen.
De vroegst bekende beschrijving van de berg werd gedaan door de geograaf en historicus Campell, die de berg Piz Chünard of Laviner Horn noemde. De naam Chünard of Chounard komt voort uit een overlevering uit 1572. In dat jaar zou een man genaamd Chounard de top beklommen hebben en er een gouden kruis hebben achtergelaten. Dit kruis is nooit weer gevonden. Later, in de 18e eeuw zou de priester Linard (Leonard) Zadrell de berg beklommen hebben, waaraan de berg nu nog zijn naam dankt. De eerst beschreven beklimming werd gedaan door Prof. Oswald Heer met de gids Johann Madutz. Ten bewijs van de succesvolle beklimming bouwden zij op de top een steenman die vanuit het dal te zien was.